# Villaescusa de Tobalina
Villaescusa de Tobalina es una localidad del municipio burgalés de Valle de Tobalina, en la Comunidad Autónoma de Castilla y León (España). 
La iglesia está dedicada a san Román mártir.

## Localidades limítrofes
Confina con las siguientes localidades:
- Al norte con Pajares.
- Al este con Plágaro.
- Al sureste con Mijaraluenga.
- Al suroeste con Barcina del Barco.
- Al oeste con Gabanes.

## Demografía
Evolución de la población
| Gráfica de evolución demográfica de Villaescusa de Tobalina entre 2000 y 2017 |
|                                                                               |
| Población de derecho (2000-2017) según el padrón municipal del INE            |

## Historia
Así se describe a Villaescusa de Tobalina en el tomo XVI del Diccionario geográfico-estadístico-histórico de España y sus posesiones de Ultramar, obra impulsada por Pascual Madoz a mediados del siglo XIX:

Villa en la provincia, audiencia territorial, capitanía general y diócesis de Burgos (12 ½ leguas), partido judicial de Villarcayo (4), ayuntamiento del Valle de Tobalina (1 ¼). Situada en terreno llano, con buena ventilación, y clima frío, pero saludable, y se padecen constipados y pulmonías. Tiene 14 casas, y una iglesia parroquial (San Román y la Asunción de Nuestra Señora) servida por un cura párroco. El término confina N la provincia de Álava; E Barcina del Barco, y O Gabanes. El terreno es de mediana calidad; hay un monte de encinas; le cruzan varios caminos locales. El correo se recibe de Frías. Producciones: cereales, legumbres y uvas; cría caza de perdices. Población: 6 vecinos, 23 almas. Capital productivo: 18.500 reales. Imponible: 942.
Diccionario geográfico-estadístico-histórico de España y sus posesiones de Ultramar